# Vitalj Sjtjerba
Vitalj Venjadziktavitj Sjtjerba (Vitryska: Віталь Венядзіктавіч Шчэрба) född 13 januari 1972, oftare kallad det ryska namnet Vitalij Venediktovitj Sjtjerbo (Ryska: Виталий Венедиктович Щербо), är en tidigare gymnast från Minsk som representerade Sovjetunionen, OSS och Vitryssland. Han är en av historiens framgångsrikaste gymnaster och olympier, genom att ha vunnit världstitlar i alla grenar och 6 guld (5 individuella och 1 i lag) under ett och samma OS.